# Kabinett Depretis II
Das Kabinett Depretis II regierte das Königreich Italien vom 26. Dezember 1877 bis zum 23. März 1878. Ministerpräsident war erneut Agostino Depretis, der bereits das vorherige Kabinett Depretis I anführte.
Das Kabinett Depretis II war das 16. Kabinett des Königreiches und wurde wieder von der „Historischen Linken“ (italienisch Sinistra storica) gestützt. Es war 2 Monate und 26 Tage im Amt. Mit dem Schatzministerium wurde ein neues Ministerium geschaffen und zugleich mit königlichem Dekret das Ministerium für Landwirtschaft, Industrie und Handel abgeschafft, das seit Ausrufung des Königreiches 1861 bestand. Nach dem Tod von König Viktor Emanuel II. am 9. Januar 1878 wurde der nun geschäftsführende Depretis vom neuen König Umberto I. in seinem Amt bestätigt. Als sich bei der Wahl zum Präsidenten der Abgeordnetenkammer am 8. März 1878 Benedetto Cairoli gegen den Regierungskandidaten durchsetzen konnte, reichte Depretis seinen Rücktritt ein. Der König betraute daraufhin Cairoli mit der Bildung einer neuen Regierung, der schließlich mit seinem Kabinett Cairoli I das Kabinett Depretis II ablöste.

## Minister

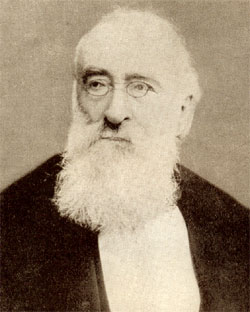
Agostino Depretis

| Ministerien                       | Name                                                                    |
| --------------------------------- | ----------------------------------------------------------------------- |
| Ministerpräsident                 | Agostino Depretis                                                       |
| Äußeres                           | Agostino Depretis                                                       |
| Inneres                           | Francesco Crispi (bis 6. März 1878) Agostino Depretis (ab 7. März 1878) |
| Justiz und Kirchenangelegenheiten | Pasquale Stanislao Mancini                                              |
| Krieg                             | Luigi Mezzacapo                                                         |
| Marine                            | Benedetto Brin                                                          |
| Finanzen                          | Agostino Magliani                                                       |
| Schatz                            | Angelo Bargoni                                                          |
| Öffentliche Arbeiten              | Francesco Paolo Perez                                                   |
| Bildung                           | Michele Coppino                                                         |